# Misiunea Aigle (România)
Misiunea Aigle România reprezintă o măsură adoptată în cadrul Organizației Tratatului Atlanticului de Nord de către Franța, cu scopul de a întări postura de disuasiune și de apărare a Alianței în raport cu Rusia, la nivelul Flancului Estic european. Alte scopuri sunt reprezentate de întărirea capacității operaționale a Forțelor Terestre Române, integrarea în strategia națională de apărare a României, asigurarea apărării aeriene a unor situri sensibile din țară și în caz că situația o cere, formarea unui stat-major de brigadă interarme.
Această măsură a fost luată ca urmare a activării de către NATO a Planului de Răspuns Gradual, succesiv agresiunii Rusiei împotriva Ucrainei.

## Context

### Militar
În contextul în care națiunile europene sunt reduse la cavispectatori ai conflictului din Ucraina, dat fiind că europenii nu dețin capacități coercitive suficiente pentru a descuraja acțiunea unui beligerant asupra propriului lor teritoriu, singurele opțiuni ale acestora sunt reprezentate de reînarmare și de cooperare militară, context în care Franța poate găsi oportunități în implicarea sa militară din cadrul NATO, în Statele baltice și în România.
Franța, în acest context se află printre statele cu autonomie strategică ce dispun atât de mijloacele logistice cât și de cele operaționale adecvate, în toate cele patru dimensiuni (pământ, mare, aer și spațiu). Aceasta o face capabilă să poată intervi pentru a sprijini angajarea în operațiuni, a statelor cu autonomie strategică mică sau inexistentă, de pe continent, ce-i drept însă, la o scară mai mică decât Statele Unite ale Americii.  Având  o armată operațională, autonomă și cu experiență, Franța se poate implica astfel la nivelul Flancului Estic, atât în cadrul Alianței Nord-Atlantice cât și pe baze bilaterale, interstatale. În acest sens, atât cooperarea militară oferită de către francezi, cât și efectuarea de către aceștia a unor investiții în sectoarele critice adiacente și în infrastructura logistică, le-ar putea oferi acestora o poziție de forță în cadrul NATO, în Europa de Est. Mai mult, ar putea folosi Franței în dezvoltarea unui sistem propriu de alianțe, tot în cadrul NATO. În plus, contribuind în cadrul NATO la exerciții, la dezvoltarea capabilităților și la asumarea unui rol de națiune cadru (cum se întâmplă în ce privește Misiunea Aigle), Franța poate obține o influență mai mare în structurile de comandă ala Alianței.
La nivel simbolic, Misiunea Aigle reprezintă alături de contribuția Franței la postura de descurajare a unei eventuale tentative de agresiune a Rusiei, „vitrina” angajamentului militar francez pe Flancul Estic al NATO.

### Politic și dimplomatic
În statele Flancului Estic însă, diplomațiile franceză și germană sunt văzute drept conciliatorii, în raport cu eventuale cedări teritoriale ale Ucrainei către Rusia, perspectivă față de tandemul franco-german care caracterizează cu precădere Polonia și Ucraina. Aceasta face ca, dintre statele continentului Marea Britanie, cu o poziție intransigentă în problema expusă, să capete întâietate în viziunile Poloniei, Statelor baltice și în Ucrainei. În acest context, deși Polonia are caracterul de partener preferat al Franței în regiune, ca efect al răcirii relațiilor dintre cele două state interesul francez pentru România a crescut.
România și Republica Moldova au devenit, în această situație, un subiect de acțiune diplomatică prin care Franța încearcă să impună un leadership în cadrul Uniunii Europene.

## Istoric

Invazia Rusiei în Ucraina, în 2022, a determinat activarea de către NATO a Planului de Răspuns Gradual.

Misiunea Aigle este cea de-a treia misiune militară a Franței în România, după cea din 1860-1869 (trimisă de împăratul Napoleon al III-lea al Franței, la cererea principelui român Alexandru Ioan Cuza) și cea de-a doua (condusă de generalul Henri Mathias Berthelot în timpul Primului Război Mondial).
La 28 februarie 2022, Franța a dislocat astfel în România un batalion aparținând de Forța de Răspuns a NATO⁠(en)[traduceți] și ulterior, de la 1 mai 2022, un grup de luptă⁠(en)[traduceți]. De asemenea, la 16 mai 2022 a dislocat un detașament de apărare sol-aer de tip MAMBA⁠(en)[traduceți].

Prima emblemă a misiunii

Emblema misiunii include un vultur (care amintește de vulturul prezent în stema drapelului României), o sabie ridicată ca semn al caracterului operațional imediat al forțelor franceze dislocate în România și simbolul NATO (steaua cu patru colțuri), care reamintește cadrul în care s-a angajat Franța.

## Dispozitiv

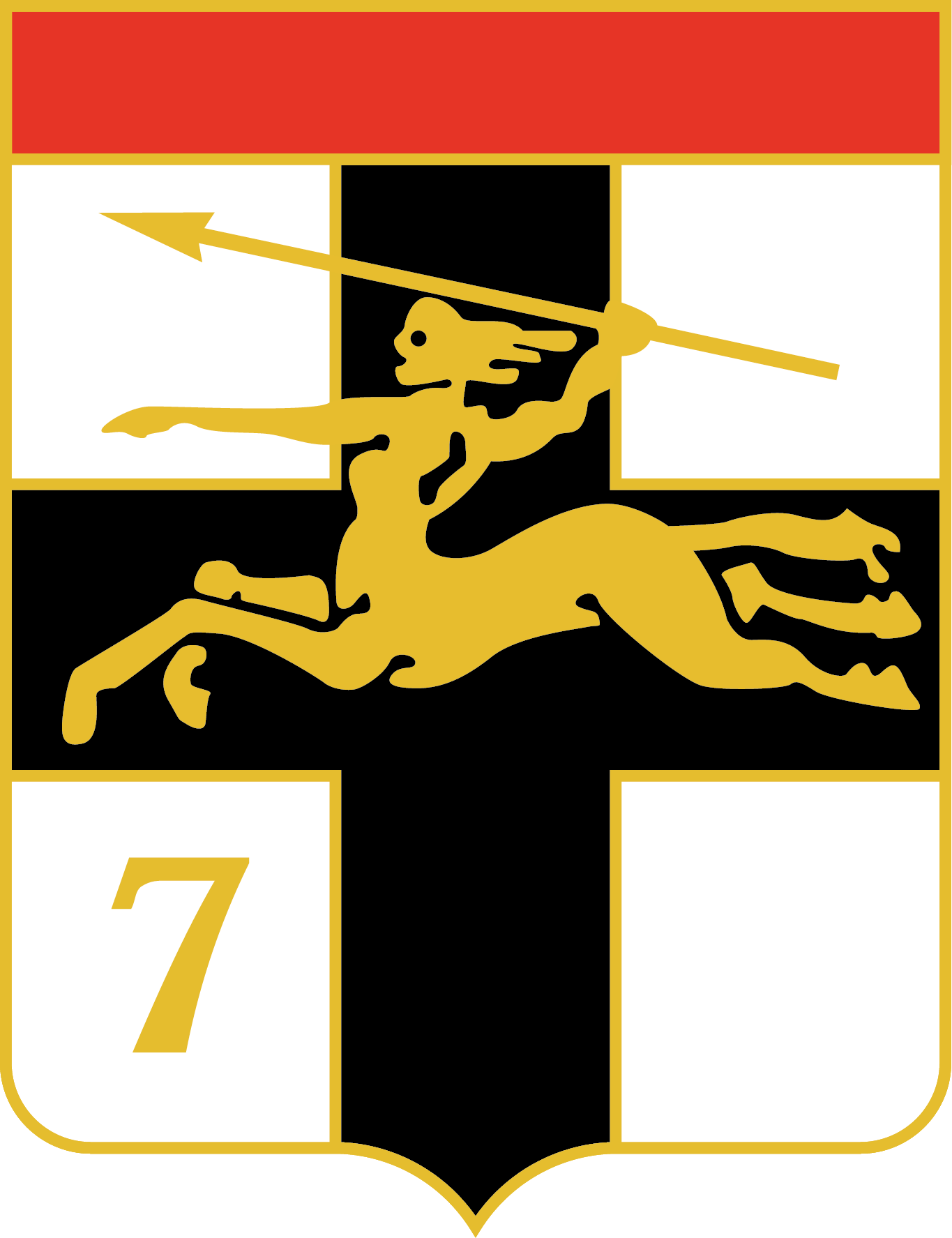
Insigna Brigăzii 7 Blindate franceze, din care provin trupele blindate dislocate la Cincu.

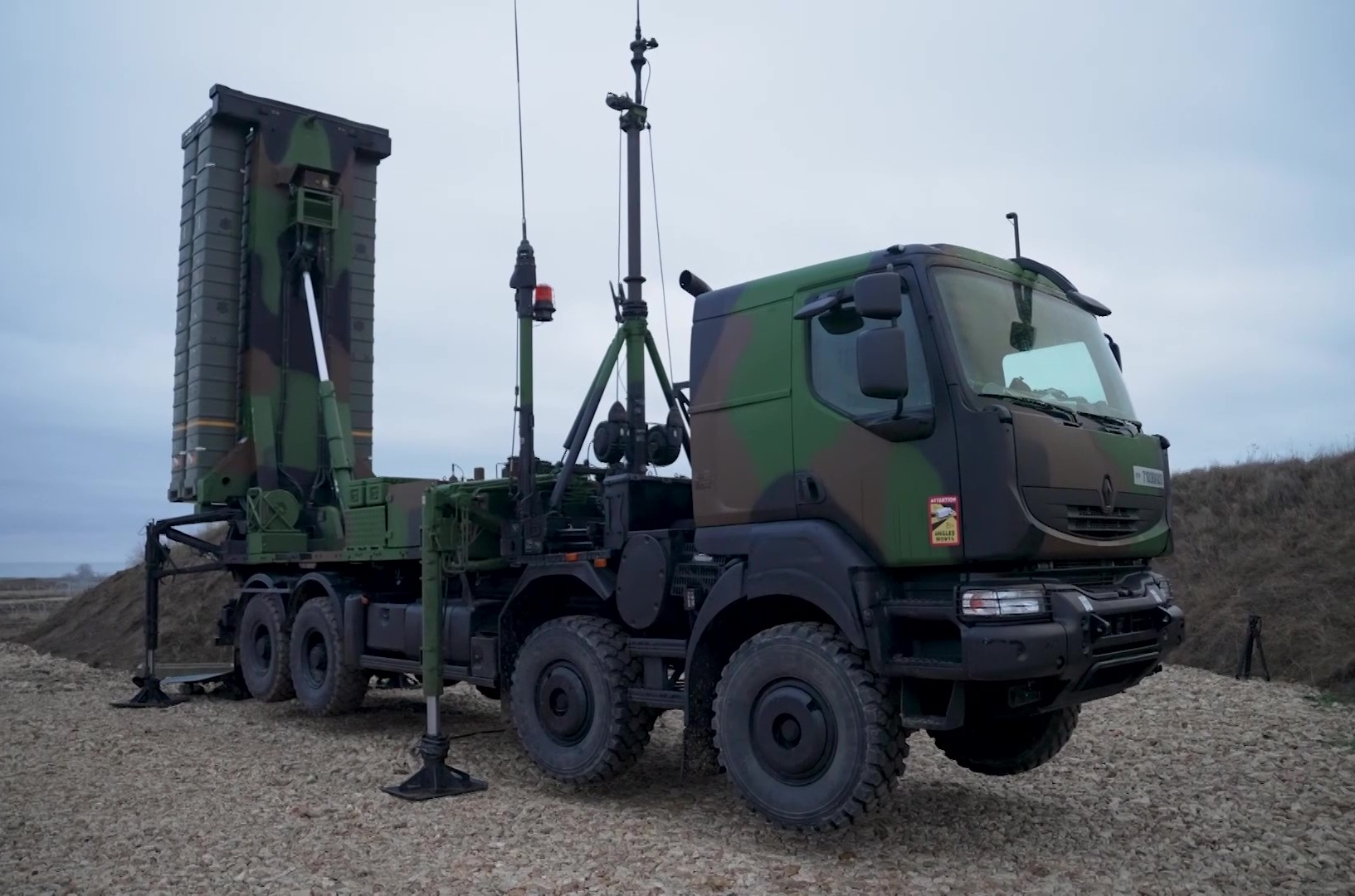
Sistem SAMP/T MAMBA dislocat în România de Franța.

Dispozitivul trupelor franceze include un grup de luptă multinațional (în engleză Collective Defence Battle Group)  dislocat la Cincu, un detașament de apărare sol-aer autopropulsat (în franceză Sol-Air Moyenne Portée/Terrestre, acronim SAMP/T) MAMBA dislocat la Capul Midia, un eșalon național de sprijin dislocat la Cincu și la Mihail Kogălniceanu, un reprezentant național (în engleză Senior National Representative) și un element prefigurator (înaintat) de comandă pentru un stat-major de brigadă interarme, capabil de a fi întărit în foarte scurt timp (în engleză Brigade Forward Command Element).
În luna ianuarie 2023 grupul de luptă de la Cincu avea un efectiv de circa 700 de militari (din care aproximativ 80 neerlandezi), având în componență un escadron de tancuri Leclerc, infanterie mecanizată, artilerie reactivă și mortiere, trupe de geniu și de recunoaștere⁠(en)[traduceți], precum și un stat major tactic și un detașament logistic.
Asociat sistemului antiaerian de la Capul Midia,  operat de aproximativ 100 de militari și prezent din 16 mai 2022, se găsește și un Centru de Management al Apărării în 3 Dimensiuni (în franceză Centre de management de la Défense dans la 3e dimension, acronim CMD3D). Ambele sunt integrate atât sistemului de apărare al României cât și celui integrat antiaerian și antirachetă al NATO⁠(en)[traduceți] (în engleză Integrated Air-and-Missile Defense System, acronim IAMD).
În ce privește eșalonul de sprijin, acesta are un rol logistic.
Înaltul Reprezentantul Național francez reprezintă militarii francezi aflați în România și este atașat pe lângă Statul Major General al Armatei României de la București, fiind asistat de un detașament de legătură.
Elementul înaintat de comandă pentru brigada interarme include un stat major redus la funcțiile cheie de comandă (nivel C2 – comandă și control), format din circa 10 militari. La nevoie acesta poate fi întărit cu militari din metropolă, astfel încât să funcționeze la capacitate maximă, pentru a comanda o unitate care îi va fi atribuită. Operațional, acesta se află sub conntrolul Comandamentului Multinațional de Divizie Sud-Est al NATO de la București.

## Referințe

Flancul Estic al NATO.